# 비스마르

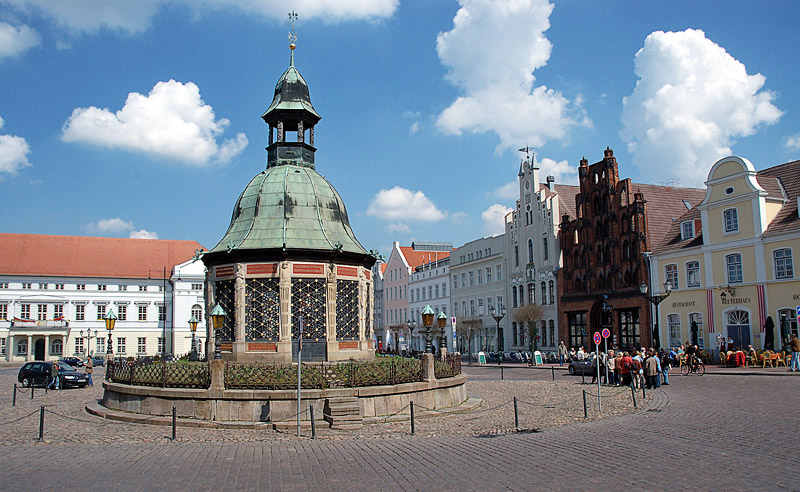
비스마르의 랜드마크.

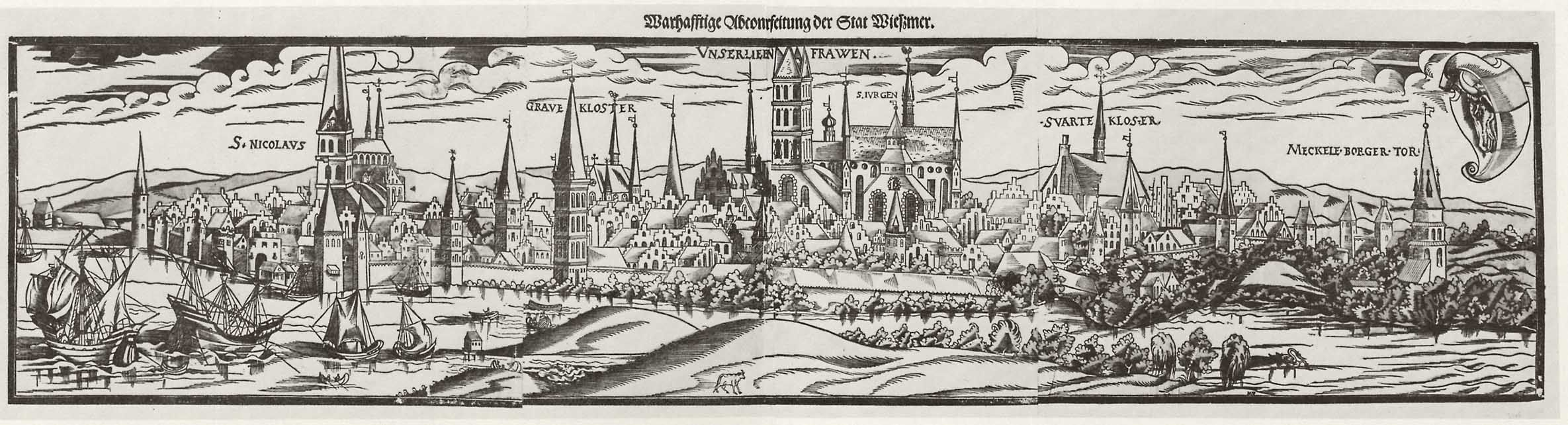
16세기의 비스마르.

비스마르(독일어: Wismar)는 발트해 부근 독일 북부 메클렌부르크포어포메른주에 위치한 항구 도시이자 한자 동맹 가맹 도시이다. 뤼베크로부터 동쪽으로 약 45 킬로미터 (28 마일), 슈베린으로부터 약 30 킬로미터 (19 마일) 떨어져 있다.
2013년 기준으로 인구는 총 42,219명이다.

## 국제 관계

### 자매도시
비스마르는 다음의 도시들과 자매 관계를 맺고 있다:
- 덴마크 올보르 (1961년~ )[1]
- 프랑스 칼레 (1966년~ )
- 스웨덴 칼마르[2]
- 핀란드 케미 (1959년~ )
- 독일 뤼베크 (1987년~ )

1991년 이후로, 노르웨이의 할렌과 우정 관계를 맺고 있다.